# Degradación inducida por potencial
La degradación inducida por potencial (DIP, o más habitualmente PID por la expresión inglesa potential induced degradation) es una degradación en paneles fotovoltaicos causante de pérdida de rendimiento que se debe a la presencia de corrientes parásitas en los mismos. Su efecto potencial puede reducir la potencia del equipo hasta en un 30%.
La causa de estas corrientes se debe a la presencia de diferencias de potencial importantes entre el módulo y tierra. En la mayoría de sistemas fotovoltaicos sin puesta a tierra, los módulos tienen un voltaje no nulo que genera este efecto, si bien es más frecuente en voltajes negativos, especialmente cuando se dan condiciones de altos voltajes, alta humedad ambiental o elevadas temperaturas.

## Historia
La degradación inducida por potencial ha sido conocida desde hace años. Las primeras publicaciones sobre el tema datan de 2006 (Photon 4/2006, 6/2006, y 4/2007) aunque solo hacían referencia a módulos de silicio cristalino de alto rendimiento fabricados por SunPower. En 2007, se registraron casos también en paneles de Evergreen Solar (photon 1/2008 y 8 /2008). Posteriormente se registraron ocurrencias en módulos de silicio cristalino ordinarios (Photon 12/2010, charla de Solon SE en PVSEC Valencia 2010). De acuerdo al fabricante Solon SE: "A 1000 V, ahora un voltaje bastante común en grandes sistemas fotovoltaicos, puede ser crítico para cada tecnología de módulos".

## Prevención y corrección
El efecto puede ser completamente prevenido si el inversor presenta la opción de poner a tierra el polo positivo o negativo. La elección de cual aterrar debe ser tomada de acuerdo a la tecnología de los módulos y la topología del inversor.
Si el efecto ya ha comenzado, es posible recuperar los módulos afectados. Varias compañías como,Vigdu, iLumen y Pidbull, y antes SMA, comercializan equipos capaces de monitorizar y revertir la afección.
El fenómeno no afecta a las configuraciones de instalaciones fotovoltaicas con microinversores, ya que las tensiones son demasiado bajas para permitir la aparición de la Degradación Inducida por el Potencial.